# Tidewater, Quận Richmond, Virginia
Tidewater là một cộng đồng chưa hợp nhất tại Hạt Richmond, thuộc tiểu bang Virginia của Hoa Kỳ.